# Lost Planet 3
Lost Planet 3 es un videojuego de disparos en tercera persona desarrollado por Spark Unlimited y publicado por Capcom para Microsoft Windows, PlayStation 3 y Xbox 360. La historia del juego transcurre antes del primer Lost Planet: Extreme Condition, en el mismo planeta EDN III. El modo "Campaña" para un jugador está especialmente enfocado en la narrativa y el desarrollo de sus personajes, de un modo muy parecido al primer Lost Planet. A diferencia de los juegos anteriores de la serie, que fueron desarrollados íntegramente por la división japonesa de Capcom, este tercer capítulo fue desarrollado por el estudio californiano Spark Unlimited con Matt Sophos como director de juego, aunque creador de la serie Kenji Oguro figura como director creativo de la franquicia.

## Sinopsis
La historia de Lost Planet 3 se ubica mucho antes del primer juego, y se muestra la vida de Jim Peyton a lo largo de una aventura que irá revelando los acontecimientos que provocaron el inicio del primer Lost Planet: Extreme Condition.
Después de casi ser enterrado vivo en una cueva, un anciano Jim Peyton es encontrado por su nieta Diana. Al darse cuenta de que no le queda mucho tiempo de vida, Jim comienza a contarle cómo llegó hasta el planeta EDN III. La acción se traslada en un flashback cincuenta años antes, en un momento en que Jim busca mantener a su familia trabajando mucho. Jim se une a una expedición a las minas de EDN III en busca de recursos. Financiado por la corporación NEVEC, la expedición espera aprovechar la "energía térmica" de EDN III como la sustancia que podría resolver el problema de la energía de la Tierra. Jim se encuentra con el Dr. Kendric Kovac, el director de operaciones de Phil Braddock, el Dr. Romano, y el técnico jefe y piloto Rig Laroche. Mientras trabajaba para reparar el relé de comunicaciones, Jim comienza a sospechar que hay un saboteador en la base cuando ve a alguien cerca de los relés dañados. Él descubre que el doctor Romano ha tenido avistamientos similares, pero rechaza sus sospechas y se centra en trabajar para mantener a su familia.

## Sistema de juego
Lost Planet 3 es más similar al primer juego, con una aventura de acción basada en la historia a diferencia del segundo juego, Lost Planet 2, que sustituyó la historia y la narrativa por mayor énfasis en el multijugador en línea cooperativa. La historia se desarrolla a base de misiones. El jugador puede optar por realizar las misiones centrales que progresan la historia, o misiones secundarias para ayudar a sus compañeros colonos en el planeta EDN III. El juego permite al jugador explorar abiertamente las áreas en un estilo similar a los juegos de rol, con la opción de hablar con los personajes no jugables, obtener misiones secundarias, mejorar el equipo y construir sus propios mechas de guerra bípedos utilizando elementos recogidos durante la campaña. La energía térmica ya no está atado al soporte vital del personaje; en su lugar se usa principalmente como una forma de moneda, por lo que el jugador tiene más libertad para explorar EDN III sin presión alguna por temor a que la energía térmica se agote. Una vez más, los antagonistas del juego serán los Akrid, los alienñigenas que se encuentran invadiendo el planeta EDN III.

## Recepción
Lost Planet 3 recibió críticas mixtas de los críticos tras ponerse a la venta. Los sitios web GameRankings y Metacritic dieron a la versión de Microsoft Windows un 64.88% y 61/100, la versión de PlayStation 3 un 59,95% y un 61/100, y la versión de Xbox 360 un 58,93% y 58/100.
En el informe del año fiscal, Capcom describió las ventas del juego como "por debajo de las expectativas", "debido en parte a la fuerte competencia en los mercados de Europa y Estados Unidos con respecto a los juegos de disparos". 